# Alexandr Michajlovič Butlerov
Alexandr Michajlovič Butlerov (rusky Александр Михайлович Бутлеров) (15. září 1828 Čistopol – 17. srpna 1886 Butlerovka, Kazaň) byl ruský chemik a jeden z hlavních tvůrců teorie chemické struktury, která ovlivnila systémový přístup. Byl zakladatelem moderní školy organické chemie a jako vysokoškolský pedagog vychoval celou řadu vynikajících ruských chemiků.

## Život
Narodil se v Čistopolu, jeho matka zemřela několik dní po porodu. Otec byl statkář a bývalý důstojník. Dětství prožil u prarodičů v malé vesnici Butlerovka uprostřed lesů. V osmi letech byl dán do internátní školy v Kazani a potom následovalo studium na gymnáziu. V roce 1845 se přihlásil na fyzikálně matematickou fakultu univerzity v Kazani, kde se specializoval na přírodní vědy. Zajímal se hlavně o botaniku a zoologii. V roce 1847 onemocněl břišním tyfem při jedné z výprav do kyrgyzských stepí. Při návštěvách v nemocnici se od něj nemocí nakazil otec a zemřel, zatím co Alexandr se uzdravil. V roce 1849 ukončil univerzitu diplomovou prací ze zoologie na téma Denní motýli volžsko-uralské fauny (Дневные бабочки волго-уральской фауны).
Už během studií projevoval Butlerov zájem o chemii, kterou na Kazaňské univerzitě vyučovali profesoři Karl Klaus a Nikolaj Nikolajevič Zinin a kde byla dobře vybavená chemická laboratoř.  Butlerov zůstal na univerzitě, aby si doplnil vzdělání v oboru chemie, věnoval se vědecké práci a současně přednášel. V roce 1851 se stal magistrem a zároveň docentem na základě své první experimentální práce O účinku osmičelé kyseliny na organické sloučeniny. Roku 1854 získal doktorát Moskvě na základě své práce O etherických olejích. Téhož roku se stal mimořádným profesorem a roku 1858 řádným profesorem v Kazani. V letech 1860–1863 byl rektorem Kazaňské univerzity.
Ve své vědecké práci se Butlerov soustředil především na obor organické chemie. Během své profesionální kariéry podnikl v letech 1857–1868 tři dlouhodobé vědecké cesty po laboratořích v západní Evropě. Po návratu z první cesty ve spisu Organická chemie založená na syntéze (1860) popsal umělou přípravu organických sloučenin. V roce 1864 uveřejnil učebnici organické chemie, která položila základy systematiky organických sloučenin a byla přeložena do mnoha světových jazyků.
Butlerov byl členem mnoha zahraničních učených společností. Od r. 1851 byl dopisujícím členem pražského "Lotusu". Byl čestným členem chemických společností v Londýně, Berlíně i spolku českých chemiků v Praze.
Koncem roku 1868 byl jmenován profesorem Petrohradské univerzity, kde působil až do své smrti. Přednášel a organizoval svou chemickou laboratoř, ve které se studenti učili pracovat se zařízením pro chemické pokusy. Vydal další významné teoretické práce. V roce 1874 se stal členem Petrohradské akademie věd. Zapojil se také do veřejného života a podporoval vzdělávání žen. V roce 1880 se rozhodl opustit univerzitu, ale na žádost akademické rady a studentů zde zůstal ještě dalších 5 let, i když svou pedagogickou činnost podstatně omezil. V květnu 1885 přednesl Butlerov na univerzitě svou poslední přednášku.
Kromě chemie byla jeho velkou zálibou botanika a včelařství. Často pobýval na svém statku v Butlerovce, kde se věnoval včelařství, pěstování květin, sadařství a sbírání hmyzu. Byl zakladatelem a v prvních letech hlavním redaktorem ruského včelařského časopisu Русский Пчеловодный Листок .
V březnu 1886 si vážně poranil nohu a v létě odjel do vesničky Butlerovka, aby si odpočinul u svého oblíbeného včelaření. Zemřel na embolii 5. srpna 1886 a byl pochován ve vsi.

## Vědecká činnost

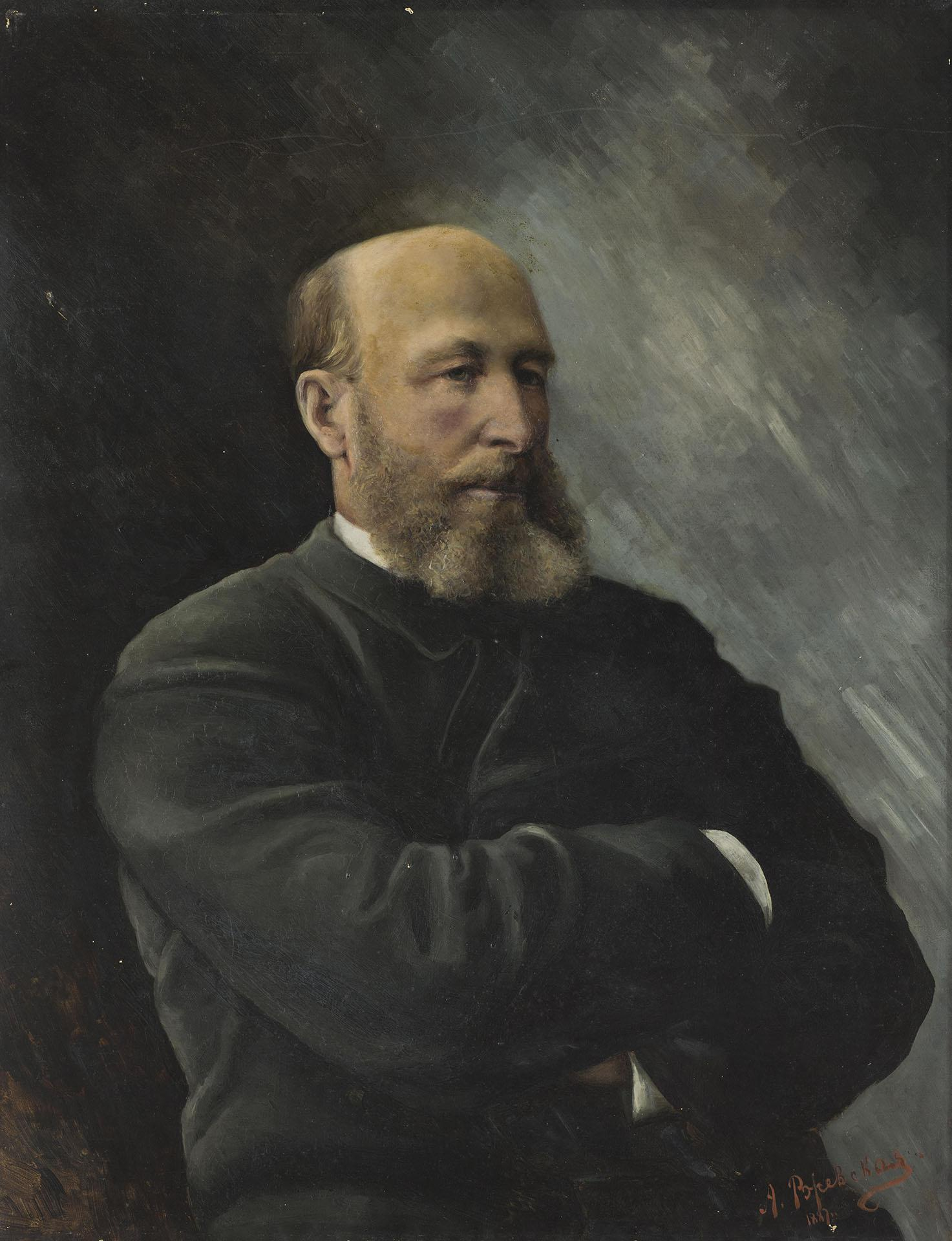
Portrét z roku 1887

Světové jméno získal Butlerov především pracemi z organické chemie.
Pro historii organické chemie je významná Butlerova přednáška o chemické struktuře látek na sjezdu německých přírodovědců a lékařů ve Speiru v roce 1861. Butlerov zde kritizoval dosavadní teorii typů organických sloučenin. Poprvé použil termín chemická struktura. Současně vyslovil názor, že každé sloučenině přísluší jeden jediný správný strukturní vzorec, který naznačuje její hlavní chemické vlastnosti. Spolu s F. A. Kekulém a A. Couperem je Butlerov pokládán za zakladatele strukturní teorie organických látek.
V roce 1859 objevil chemickou látku urotropin a formaldehyd. V roce 1862 vyslovil myšlenku možného tetraedrického uspořádání valenčních vazeb v uhlíkových sloučeninách.
Experimentálními studiemi se dopracoval k syntéze cukru (1861) a terciárního butylalkoholu (1864).